# Sangala philodamea
Sangala philodamea är en fjärilsart som beskrevs av Druce 1885. Sangala philodamea ingår i släktet Sangala och familjen mätare. Inga underarter finns listade.